# Catholicae Ecclesiae
Catholicae Ecclesiae  (en español, De la Iglesia católica) es la trigésimo sexta encíclica de León XIII, publicada el 20 de noviembre de 1890; en ellas trata la esclavitud y la propagación de la fe en África, y establece la colecta misional de Epifanía.

## Colecta esclavista
Con esta encíclica León XIII establece la llamada colecta esclavista destinada a ayudar a las misiones en su lucha por la abolición de la esclavitud. Como explica el papa en la misma encíclica, se trata de una iniciativa más en el empeño de la Santa Sede por la abolición de ese abominable mercado, en línea con la In plurimus, de 1823, en la que alaba la abolición de la esclavitud den Brasil,
Muestra además en esta encíclica la labor que suponen las misiones en esa lucha por la libertad de los esclavos, de la libertad de los esclavos y, también por esta razón, la necesidad de ayudar a las misiones, una cuestión a la que ya se había referido en 1889 en la encíclica Sancta Dei civitas.
La colecta esclavista, llamada también pro afris, se mantuvo con ese objetivo hasta 1976, cuando la Congregación para la propagación de la fe, de acuerdo con el Consejo Superior de las Obras Misionales, acordó destinar esta colecta a la formación de catequistas, denominándola colecta misionera de San Pablo para los catequistas.

## Contenido de la encíclica
Catholicae Ecclesiae quae omnes homines materna caritate complectitur, nihil fere antiquius fuit inde ab initio, ceu nosti, Venerabilis Frater, quam ut servitutem, quas misero iugo premebat mortalium quamplurimos, sublatam cerneret penitusque deletam.
En la Iglesia católica, que con maternal caridad abraza a todos los hombres, desde su inicio, como sabéis, Venerables Hermanos, no hay casi nada tan antiguo que el esfuerzo de ver eliminada y del todo extirpada la esclavitud, que con duro yugo oprimía a muchísimos hombres

La Iglesia responde así -continúa la encíclica- a su Fundador que redimió  a todos los hombres, sin distinción, y enseñó a tratarnos como hermanos. Desde el principio tomó como propia la causa de la esclavitud, llevándola adelante conforme aconsejaban los tiempos. Los documentos históricos muestran como destacaron en ese empeño  San Gregorio Magno, Adriano I, Alejandro III, Inocencio III, Gregorio IX, Pío II, León X, Paulo III, Urbano VIII, Benedicto XIV, Pío VII y Gregorio XV.
El papa explica cómo continuando esa herencia de sus antecesores no ha dejado pasar ocasión para reprobar y condenar la esclavitud; así, escribió a los obispos de Brasil, mostrando su alegría por lo que se estaba haciendo, privada y públicamente, en su país por la libertad de los esclavos. Frente a ese ejemplo laudable le conmueve y duele conocer que casi 400 000 africanos, sin distinción de edad ni sexo, son arrancados de su tierra, y conducidos cruelmente para su venta a los mercados de esclavos. Por ello ha encomendado al cardenal Carlos Lavigeire, recorrer las principales ciudades europeas para dar a conocer esa ignominia y mover los ánimos de los gobiernos y ciudadanos para socorrer a esas personas.
El papa da gracias a Dios porque esos esfuerzos han dado su fruto, celebrándose un Congreso internacional en Bruselas, con delegados de diversos países, y posteriormente un congreso al que concurrieron personas particulares, dispuestas a defender la causa para evitar la continuación de esa tragedia en África.
Junto a esa solicitud por proteger la libertad, el ministerio que tiene encomendado le urge a cuidar la propagación del Evangelio en África,

Tanto más fervorosamente lo procuramos cuanto que ellos mismos, una vez que hayan recibido esa luz, sacudirán de sus hombros el yugo de la esclavitud humana. Pues, donde entren en vigencia las costumbres y leyes cristianas, donde la Religión de tal modo penetre a los hombres que observen la justicia y honren la dignidad humana, donde abundoso corra el espíritu de la caridad fraterna que Cristo nos enseñó, allí no podrá seguir subsistiendo la esclavitud, ni la crueldad, ni la barbarie sino que florecerá la suavidad del trato y la cristiana libertad ornada de cultura ciudadana.

Son ya muchos los misioneros en esas regiones, que en ocasiones han vertido su sangre, pero "la mies es mucha y los obreros pocos", pero es menester que haya muchos otros que afronten esa tarea, sin temor a los peligros e incomodidades que conlleva. 
El papa decreta, por medio de esta encíclica que el día de Epifanía se realice una colecta en todas las iglesias y capillas de las diócesis, enviando esos donativos al Roma donde la Sagrada Congregación de Propaganda Fide lo repartirá entre las misiones que trabajan principalmente en la abolición de la esclavitud en las regiones africanas. Se repartirán de modo que los fondos que provienen de las naciones que tienen sus propias misiones, se entreguen a ella; las restantes se repartirán entre las misiones más necesitadas. Confía además que,  

estas colectas dirigidas a procurar la abolición de la esclavitud, no restrinjan la generosidad con que se suele ayudar a las misiones católicas, al hacer las colectas que se envíen al instituto fundado en Lyon, denominado de Propagación de la fe.

Concluye el Papa ordenando que esta colecta de Epifanía se celebre anualmente; y explica que elige es solemnidad, porque rememoraría la primera vez que el Hijo de Dios se manifestó a los gentiles, a través de los Magos, a los cuales San León Magno, llamó "Las primicias de nuestra vocación y fe".